# Kim Kang-min (actor nacido en 1995)
Kim Kang-min (hangul= 김강민), es un actor y modelo surcoreano.

## Carrera
Es miembro de la agencia Initial Entertainment (이니셜 엔터테인먼트). Previamente formó parte de la agencia Blossom Entertainment.
Debutó como modeló en el 2016 F/W Hera Seoul Fashion Week Seúl Colección (2016 F/W 헤라 서울패션위크 서울컬렉션).
En noviembre de 2021 se unió al elenco recurrente de la serie The Red Sleeve Cuff donde dio vida a Kim Doo-seong, el esposo de la Princesa Cheong Yeon-gun (Kim Yi-eon), así como un miembro de la asociación Dongdeok.

## Filmografía

### Series de televisión
| Año             | Título              | Personaje      | Notas                          |
| --------------- | ------------------- | -------------- | ------------------------------ |
| 2022 - presente | It's Beautiful Now  | Hyun Jeong-hoo |                                |
| 2021 - 2022     | The Red Sleeve Cuff | Kim Doo-seong  |                                |
| 2020            | Soul Mechanic       | Kim Young-seok | [ 3 ]                          |
| 2019            | VIP                 | Yeol-woo       | ep. #32 - (aparición invitada) |

### Series web
| Año  | Título                         | Personaje       | Notas        |
| ---- | ------------------------------ | --------------- | ------------ |
| 2020 | Please, Summer (여름아 부탁해) | Kang Hyuk       | 8 episodios  |
| 2019 | Like (라이크)                  | Kang Seo-joon   | 24 episodios |
| 2019 | Maybe, Maybe Not (알랑말랑)    | Cheon Jung-seok | 8 episodios  |

### Aparición en videos musicales
| Año  | Artista(s)                        | Canción                 | Notas |
| ---- | --------------------------------- | ----------------------- | ----- |
| 2021 | Zia (지아)                        | "A Song For You" (여가) |       |
| 2021 | Zia                               | "Please" (부디)         |       |
| 2019 | Cherry B. (체리비)                | "Lovin’ U" (러빙유)     |       |
| 2019 | Minseo (민서) ft. Paul Kim (폴킴) | "2cm"                   | [ 5 ] |
| 2016 | Yoon Jong-shin ft. Ken            | "Oversleep"             |       |